# 貝氏單孔魨
貝氏單孔魨又名湄公河魨，俗稱毛毛狗頭，為輻鰭魚綱魨形目四齒魨亞目四齒魨科的其中一種，為熱帶淡水魚，分布於亞洲湄公河流域，體長可達12公分，棲息在岩石底質且流動快速的溪流底層水域，生活習性不明，是一種觀賞魚。

## 扩展阅读
維基物種上的相關：貝氏單孔魨